# Helene Deutschová
Helene Deutschová (rozená Rosenbachová) (9. října 1884 Přemyšl – 29. března 1982 Cambridge, Massachusetts, USA) byla rakousko-americkou psychoanalytičkou, jednou z prvních žen v okruhu Sigmunda Freuda. Zaobírala se především problematikou ženské psychologie, mateřství, anorexie, puberty a lesbické orientace. Zformulovala též koncept „jako by osobnosti“. Aktivně se též zapojila do socialistického hnutí.

## Život
Narodila se v židovské rodině v Přemyšlu, v části Haliče, která byla tehdy součástí Rakousko-Uherska. Matka ji týrala a Helene ji také vždy nenáviděla. Jejich vztah způsobil, že Deutschová měla celý život potíže se svým vlastním mateřstvím, a že se mateřství zároveň stalo jedním z ústředních témat jejích psychologických teorií. Komplikovaným byl i vztah s jejím bratrem, který ji podle svědectví Deutschové v dětství sexuálně zneužil.
Vzpoura vůči rodinnému prostředí (židovskému a středostavovskému) ji přivedla k socialistickému hnutí a také k mnohým dobrodružným akcím. Již ve čtrnácti utekla z domova a vrátila se jen pod podmínkou, že rodiče podepíší smlouvu, v níž se zaváží, že ji umožní studovat na univerzitě. Střední školu odjela studovat do Curychu, kde se začala stýkat se socialistickými emigranty z Ruska, především s Georgijem Valentinovičem Plechanovem.

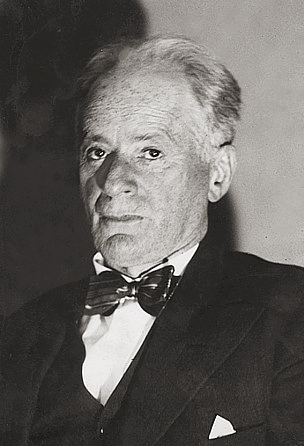
Herman Liberman roku 1931

V šestnácti letech navázala vztah s o dost starším (a ženatým) právníkem Hermanem Liebermanem, jedním z vůdců Polské sociálně-demokratické strany (a za 2. světové války ministrem spravedlnosti v polské exilové vládě Władysława Sikorského v Londýně). Deutschová byla v té době mnohokrát zatčena na socialistických demonstracích, převážela zakázané tiskoviny a také v Přemyšlu organizovala první stávku žen.
Roku 1905 Liebermanovi zemřel syn, což utužilo jeho vztah s manželkou. Helene na protest odjela studovat na univerzitu do Lvova a zpřetrhala s Liebermanem styky. Začala však v osamění trpět depresemi, kvůli nimž byla hospitalizována v léčebně v rakouském Grazu. Lieberman se mezitím roku 1905 zúčastnil za sociální demokracii prvních všeobecných voleb v Rakousku-Uhersku a dostal se do vídeňského parlamentu. Když se dozvěděl o Helenině pobytu v Grazu, znovu ji vyhledal a jejich vztah opět vzplál. Roku 1907 ji sebou vzal do Vídně, což byl pro Helene osudový okamžik. Jednak přestoupila na lékařskou fakultu vídeňské univerzity (a stala se tak jednou z prvních studentek medicíny ve Vídni), ale také se prvně dozvěděla o psychoanalýze, která se tehdy v rakousko-uherské metropoli začala stávat populární.
Roku 1910 se Deutschová účastnila socialistických kongresů ve Stockholmu a v Kodani. Zde se seznámila s Jeanem Jauresem, Karlem Kautskym, ale především s Rosou Luxemburgovou a Angelikou Balabanoffovou. Především Luxemburgová se stala její přítelkyní a také celoživotním vzorem. Luxemburgová také Deutschovou přemluvila, aby opustila Liebermana, protože jejich vztah je pro ni zničující. Deutschová pak odjela do Mnichova, kde se seznámila se sionistou a lékařem Felixem Deutschem. Toho si roku 1912 také vzala a měli spolu syna Martina (budoucího jaderného fyzika, který se podílel i na vývoji atomové bomby ve výzkumném středisku v Los Alamos). V Mnichově ji také jiný přítel, filozof Joseph Reinhold, daroval Freudovu knihu Výklad snů.

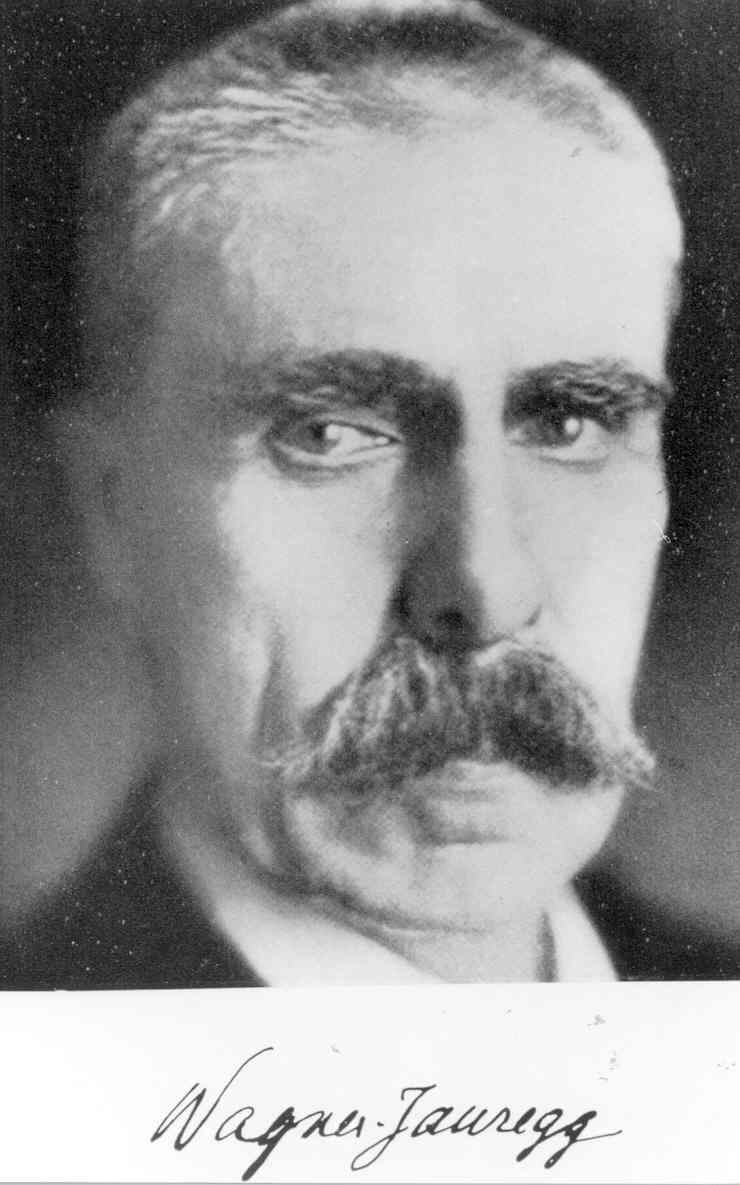
Wagner-Jauregg Deutschovou zklamal

Roku 1912 se Deutschová vrátila do Vídně. Nejprve pracovala s mentálně postiženými dětmi, ale poté přešla do prestižní psychiatrické kliniky Julia Wagner-Jauregga (Wagner-Jauregg převzal kliniku po slavném Krafft-Ebingovy a sám se stal nositelem Nobelovy ceny za pokrok v léčbě syfilisu). Wagner-Jauregg byl však dosti konzervativní a nedovoloval, aby se v jeho ústavu stala asistentkou žena. Zklamaná Deutschová tedy odjela do Mnichova k Emilu Kraepelinovi, který byl k ženám mnohem vstřícnější. Pak však přišla válka a na Wagner-Jaureggově klinice nastal nedostatek lékařů-mužů. Deutschová se tedy vrátila do Vídně a začala vést ženské oddělení. Zde měla stále silnější pocit, že chování pacientů lze vysvětlit nejen neurologicky, ale i podle tezí Sigmunda Freuda. Po válce se vrátili na kliniku někteří lékaři a Wagner-Jauregg se ocitl v dilematu, zda je upřednostnit před Deutschovou, kterou se naučil během let respektovat. Jeho váhání Deutschovou natolik znechutilo, že sama z kliniky odešla. Vzápětí vyhledala Freuda a rozhodla se stát psychoanalytičkou.
Deutschovou analyzoval sám Freud. Ona však měla již tehdy pocit, že nevěnoval dostatečnou pozornost jejím problémům s mateřstvím. Prý při jejích slovech o problémech s kojením "málem usnul". To ji podnítilo své vlastní teorie zaměřit právě směrem k této problematice. Jinak však si Freud Deutschovou velmi oblíbil. Podle svědectví Abrama Kardinera byla totiž "vyhlášenou krasavicí" a stala se "Freudovým miláčkem". V pozici vídeňské femme fatale vystřídala Lou Andreas-Salomé. Milenec Andreas-Salomé, filozof Viktor Tausk, se stal také prvním pacientem Deutschové.
Roku 1922 začala blížeji spolupracovat s Annou Freudovou, jíž si vážila. Naopak si příliš neoblíbila Melanii Kleinovou, s níž bydlela ve stejném penzionu při svém pobytu v Berlíně roku 1923 (kam odjela, aby ji mohl analyzovat Karl Abraham, o němž věřila, že jejím mateřským problémům bude věnovat více pozornosti než Freud). Kleinovou označila za „ženu v domácnosti s příliš bujnou fantazií“. Jinou její velkou protivnicí se stala americká psychoanalytička Karen Horneyová, která Deutschovou často napadala a zesměšňovala za její názor, že jádrem ženské sexuality je masochismus. (Když roku 1930 Deutschová přednášela ve Washingtonu, maďarský analytik Franz Alexander jí nabídl práci v Chicagu. Ona však odmítla a Alexander místo ní oslovil právě Horneyovou, která tím zahájila cestu k pozici nejvlivnější americké psychoanalytičky všech dob. Když Deutschová později musela uprchnout do USA, již se jí nepodařilo si takovou pozici získat.)
Pro Deutschovou se stal zlomem v její pracovní kariéře především rok 1924. Při přednášce v Salcburku poprvé představila své názory na ženskou psychologii, které se odchýlily od Freudových. Ženské psychické potíže s věcmi jako je menstruace či mateřství jsou podle ní způsobeny střetem lásky, která u ženy (zejména matky) vyžaduje sebeobětování až masochismus, a ženského narcistického sebeocenění. Tyto své názory později shrnula do dvoudílného díla Ženská psychologie (Thy Psychology of Women).
Roku 1934 však začala být pro Deutschovou situace ve Vídni komplikovaná politicky. Toho roku se její syn Martin zúčastnil generální stávky, kterou autoritativní Dollfussův režim tvrdě potlačil. Hrozilo, že Martin kvůli účasti na povstání nebude přijmut zpět do školy, a tak se Deutschová i její manžel rozhodli emigrovat do Spojených států. Freud jí toto rozhodnutí vyčítal jako nesmyslné, neboť podceňoval nebezpečí nacizace Rakouska. Až roku 1938 Freud v dopise Deutschové uznal, že její rozhodnutí bylo správné.

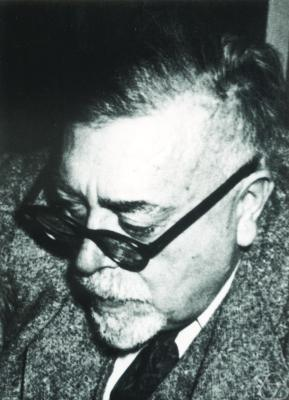
K jejím pacientům patřil i matematik Norbert Wiener

Ve Spojených státech působila jako psychiatrička (v Massachusettské všeobecné nemocnici) i jako psychoanalytička (k jejím pacientům patřil například zakladatel kybernetiky Norbert Wiener). Politicky zůstala vlevo, v 60. letech podporovala demonstrace proti válce ve Vietnamu a protesty studentů v Berkeley. Příliš však mladým aktivistům nevěřila, že jim jde skutečně o politické hodnoty jako její generaci. Podle její analýzy byla studentská vzpoura 60. let především vzpourou první generace "bez otců". Podle Deutschové má dítě vyrůstající bez otce pocit velké osamělosti, cítí se vydáno matce napospas, záchranu proto hledá ve vrstevnických skupinách, a právě tento existenciální moment podle Deutschové byl jádrem velkých otřesů 60. let (zahrnovala sem i kulturní jevy jako beatlemánii apod.).
Roku 1973 napsala upřímnou autobiografii Confrontation with Myself, díky níž dnes známe řadu životopisných detailů. Zemřela roku 1982 v 98 letech. Podle svědectví jejího osobního lékaře měla před smrtí halucinace, že vidí Sigmunda Freuda, a že s ním hovoří. Přestože se celý život zabývala ženskou psychologií a někdy bývá počítána k feminismu, ve své autobiografii napsala: "Ve svém životě vidím tři převratné události: osvobození od tyranie matky, objevení socialismu a rozbití pout nevědomí. V těchto třech revolucích mi pomohli tři muži - můj otec, Herman Lieberman a Sigmund Freud".

## Dílo
V psychoanalýze stála vždy ve stínu jiných teoretiček, zejména Anny Freudové, Margaret Mahlerové, Edith Jacobsonové, Melanie Kleinové či Karen Horneyové. Přesto představila jeden koncept, který je dodnes citován, a který se ovšem paradoxně netýkal hlavní oblasti jejího zájmu, tedy ženské psychologie, lesbismu a mateřství. Jde o koncept tzv. "jako by osobnosti". Poprvé o něm Deutschová hovořila roku 1934. Podle ní, nedojde-li k oidipovské identifikaci s rodiči (což je podmíněno předchozí nedostatečnou identifikací s matkou v předoidipovském období) vytvoří se "prázdná osobnost", "jako by osobnost", která nemá jasnou identitu a neustále ji hledá přechodnými identifikacemi s vnějšími vzory, styly, značkami zboží apod. Jen v drobných posunech o tom samém problému později hovořil Heinz Kohut a nazval ho "narcistická porucha osobnosti", stejně tak Donald Woods Winnicott, který v této souvislosti hovořil o "falešném Self". Deutschová tak předznamenala jeden z nejvlivnějších způsobů uvažování pofreudovské psychoanalýzy. Sama je však řazena ke klasickému freudismu, zejména proto, že neměla nikdy potřebu se vůči Freudovi demonstrativně vymezovat, ač se v mnohém vydala vlastní cestou.